# 1062
Het jaar 1062 is het 62e jaar in de 11e eeuw volgens de christelijke jaartelling.

## Gebeurtenissen
- 19 mei - de kerk van Minden wordt samen met grote delen van Minden verwoest, als er een brand uitbreekt door een strijd tussen het gevolg van Keizer Hendrik IV en burgers van Minden.
- 28 juni - De gemeenschap die zal uitgroeien tot de abdij Affligem wordt gesticht. (vermoedelijke datum)

zonder datum
- Agnes van Poitou is gedwongen zich terug te trekken als regent voor haar zoon, koning Hendrik IV. De taak wordt overgenomen door een aantal bisschoppen.
- Na de dood van Herbert II van Maine, claimt Willem II van Normandië, die door Herbert als opvolger is aangewezen, het graafschap. De plaatselijke adel verzet zich echter tegen Willem, en benoemt Wouter III van Vexin tot graaf.
- De sultan van de Almoraviden, Youssef ben Tachfin, sticht een nieuwe hoofdstad, Marrakesh.
- De Sint-Salvatorabdij in Ename wordt gesticht.
- Voor het eerst vermeld: Oijen, Weert (jaartal bij benadering)

## Opvolging
- patriarch van Antiochië - Johannes VI opgevolgd door Aemilianus
- Ghana - Ghana Bassi opgevolgd door Tunka Manin
- katapanaat van Italië - Maruli opgevolgd door Sirianus
- Maine - Herbert II opgevolgd door Wouter III van Vexin
- Meißen en Weimar - Willem IV opgevolgd door zijn broer Otto I

## Geboren
- Adelheid, gravin van Vermandois (1080-1102)

## Overleden
- 27 januari - Adelheid van Hongarije, echtgenote van Vratislav II van Bohemen
- 9 maart - Herbert II, graaf van Maine (1058-1062)
- Willem IV, graaf van Weimar (1039-1062), paltsgraaf van Saksen (1042-1044) en markgraaf van Meißen (1046-1062)